# Compliant Transaction Recording
Compliant Transaction Recording (CTR) steht für die revisionssichere Archivierung von beliebigen webbasierten Transaktionen und Interaktionen. Es ist ein Begriff aus dem Bereich der Web-Content-Management-Systeme (WCMS).
CTR-Lösungen ermöglichen die Archivierung von Webseiten sowie von Geschäftsprozessen und Transaktionsabläufen, die über Webseiten laufen – z. B. Aufträge oder Informationsabrufe. Die zu einem bestimmten Zeitpunkt in einer Webseite enthaltenen Informationen werden unveränderbar erfasst und archiviert, damit sie jederzeit genau in der Form nachweisbar sind, wie sie der Webseite-Benutzer gesehen hat.
Das Verfahren eignet sich neben der rechtssichern Archivierung auch zur Analyse des Nutzerverhaltens und der Gebrauchstauglichkeit eines internetbasierten Informationssystems.